# HAM-33cm
A 33 cm-es amatőrsáv a deciméteres hullámú rádiófrekvenciás tartományban lévő, rádióamatőrök számára kijelölt sáv. A kijelölt frekvenciatartomány: 902 – 928 MHz.

## Terjedési sajátosságai
A 33 cm-es amatőrsáv a deciméteres hullámú rádiófrekvenciás tartományban van, ezért leginkább a deciméteres  hullámokra jellemző terjedési tulajdonságai vannak.
- direkt terjedés
- troposzférikus szóródás

## A 33 cm-es amatőrsávra vonatkozó nemzetközisávterv[3]
| ITU 1                                                                                          | ITU 2                                                                                                 | ITU 3                                                          |
| ---------------------------------------------------------------------------------------------- | --- | -------------------------------------------------------------- |
| 890–942 MHz ÁLLANDÓHELYŰ MOZGÓ, a légi mozgó kivételével 5.317A MŰSORSZÓRÁS 5.322 Rádiólokáció | 890–902 MHz ÁLLANDÓHELYŰ MOZGÓ, a légi mozgó kivételével 5.317A Rádiólokáció                          | 890–942 MHz ÁLLANDÓHELYŰ MOZGÓ 5.317A MŰSORSZÓRÁS Rádiólokáció |
| 890–942 MHz ÁLLANDÓHELYŰ MOZGÓ, a légi mozgó kivételével 5.317A MŰSORSZÓRÁS 5.322 Rádiólokáció | 902–928 MHz ÁLLANDÓHELYŰ Amatőr Mozgó, a légi mozgó kivételével 5.325A Rádiólokáció 5.150 5.325 5.326 | 890–942 MHz ÁLLANDÓHELYŰ MOZGÓ 5.317A MŰSORSZÓRÁS Rádiólokáció |

- 5.150 - ipari, tudományos és orvosi (ISM) alkalmazások céljaira is igénybe vehetők. Az e sávokban üzemelő rádiótávközlési szolgálatok kötelesek eltűrni az ilyen alkalmazások által esetleg okozott káros zavarást. Ezekben a sávokban az ISM berendezések a 15.13 Bekezdés rendelkezéseiben rögzített feltételek mellett üzemelhetnek.
- 5.325 - Eltérő szolgálati kategória: az Egyesült Államokban a 890−942 MHz sávban a rádiólokáció szolgálat számára a felosztás elsődleges jellegű (lásd az 5.33 Bekezdést) a 9.21 Bekezdés szerint megszerzett egyetértéstől függően.
- 5.325A - Eltérő szolgálati kategória: Argentínában, Brazíliában, Costa Ricában, Kubában, a Dominikai Köztársaságban, Salvadorban, Ecuadorban, a 2. Körzetben lévő francia tengerentúli megyékben és közösségekben, Guatemalában, Paraguayban, Uruguayban és Venezuelában a 902−928 MHz frekvenciasávot a földi mozgószolgálat számára elsődleges jelleggel osztották fel. Mexikóban a 902−928 MHz frekvenciasávot a légi mozgószolgálat kivételével a mozgószolgálat számára elsődleges jelleggel osztották fel. Kolumbiában a 902−905 MHz frekvenciasávot a földi mozgószolgálat számára elsődleges jelleggel osztották fel. (WRC‑19)
- 5.326 - Eltérő szolgálati kategória: Chilében a 903−905 MHz sávot a légi mozgószolgálat kivételével a mozgószolgálat számára elsődleges jelleggel osztották fel a 9.21 Bekezdés szerint megszerzett egyetértéstől függően.

## A sávblokk Magyarországon érvényessávterve[4]
A 33cm-es amatőrsáv Magyarország területén nem használható amatőrrádiózás céljára.